# Bandiera del Nepal
La bandiera nepalese è l'unica bandiera nazionale che non ha forma rettangolare o quadrata. È infatti la combinazione semplificata di due singole bandierine triangolari appartenenti a due differenti branche della precedente casa regnante, la dinastia Rana, e la particolare forma deriva dal taglio trasversale del tetto di una pagoda.

## Descrizione
La bandiera venne adottata, con la formazione di un nuovo governo costituzionale, il 16 dicembre 1962. Le bandierine individuali erano state usate negli ultimi due secoli e la doppia bandierina era in uso dal XIX secolo. Il bordo blu denota pace e il color cremisi è il colore nazionale del Nepal. Circa i due simboli, la luna stilizzata in alto rappresenta la dinastia Shah, fondatrice del regno, mentre il sole in basso allude alla dinastia Rana, che ha detenuto cariche governative, anche ereditarie, nel corso del XX secolo. Entrambi i simboli celesti vengono attualmente indicati come a rappresentare la speranza che il Nepal duri quanto il Sole e la luna. L'esatta descrizione geometrica della bandiera è riportata nell'Allegato 1 della Costituzione del Nepal del 2015.

### Proporzioni
L'esatta proporzione della bandiera è il seguente numero irrazionale: {\displaystyle 1:{\frac {6136891429688-306253616715{\sqrt {2}}-{\sqrt {118-48{\sqrt {2}}}}\left(934861968+20332617192{\sqrt {2}}\right)}{4506606337686}}} ≈ 1:1,21901033…
Questa particolare proporzione deriva dalla presenza del bordo blu: la parte rossa della bandiera può infatti essere racchiusa da un rettangolo con un rapporto base-altezza di 3:4 (=1:1,333…), che è un numero razionale.

## Bandiere storiche

Precedente bandiera nepalese (pre-1962)
Bandiera del Mustang